# Dreschvitz
Dreschvitz är en kommun och ort i Landkreis Vorpommern-Rügen i förbundslandet Mecklenburg-Vorpommern i Tyskland.
I kommunen finns orterna Bußvitz, Dußvitz, Güttin, Landow, Mölln, Ralow och Rugenhof.
Kommunen ingår i kommunalförbundet Amt West-Rügen tillsammans med kommunerna Altefähr, Gingst, Insel Hiddensee, Kluis, Neuenkirchen, Rambin, Samtens, Schaprode, Trent och Ummanz.